# Aishalton
Aishalton es una localidad de Venezuela en la región Alto Takutu-Alto Essequibo
La población está constituida mayomente por indígenas de la etnia Wapishana.
Se ubica aproximadamente a 96 km al sureste de Lethem. Posee escuelas secundarias y primarias. El servicio nacional de bibliotecas estableció una biblioteca en Aishalton en 1976. En la década de 1980 se construyó un hospital con la ayuda de los Países Bajos. 
El servicio del Internet existe donado por una compañía de explotación minera canadiense con intereses en el área. En 2012, un censo oficial registró una población de 1.069 personas en Aishalton, por lo que es el tercer pueblo más poblado de la Región 9 (después de San Ignacio y Lethem), y el pueblo más poblado en el subdistrito sur.

## Demografía
Según censo de población 2002 contaba con 578 habitantes. 
Ocupación de la población
| Dato      | Funcionarios | Profesionales y técnicos | Clero | Comercio y Servicios | Act. agrícolas | Act. industriales | Ocup. elementales | S/D | Total |
| --------- | ------------ | ------------------------ | ----- | -------------------- | -------------- | ----------------- | ----------------- | --- | ----- |
| Población | 11           | 29                       | 3     | 58                   | 290            | 13                | 23                | 153 | 578   |